# El Saucito, Sinaloa kommun
El Saucito är en ort i Mexiko.   Den ligger i kommunen Sinaloa och delstaten Sinaloa, i den västra delen av landet, 1 100 km nordväst om huvudstaden Mexico City. El Saucito ligger 350 meter över havet och antalet invånare är 103.
Terrängen runt El Saucito är varierad. Runt El Saucito är det mycket glesbefolkat, med 6 invånare per kvadratkilometer. Närmaste större samhälle är Bacubirito, 15,8 km väster om El Saucito. I omgivningarna runt El Saucito växer huvudsakligen savannskog.